# Hitman - L'assassino
Hitman - L'assassino (Hitman) è un film del 2007 tratto dall'omonima serie di videogiochi, diretto da Xavier Gens, scritto da Skip Woods e interpretato da Timothy Olyphant.

## Trama
L'Agente 47 è stato istruito sin dall'infanzia e modificato geneticamente per essere un assassino mercenario; le sue armi più potenti sono in realtà la freddezza e risolutezza a portare a termine i "lavori".
Il predatore 47 diventa preda quando si ritrova nel bel mezzo di un colpo di stato politico in Russia: a causa di una fuga di notizie sul suo conto, viene inseguito dall'Interpol e dall'FSB russo per tutta l'Europa orientale. Durante la fuga cercherà di scoprire chi lo ha messo in questa situazione pericolosa e cercherà di ottenere la sua vendetta al fianco di Nika Boronina, una prostituta testimone dell'omicidio.

## Produzione
Il film è l'adattamento cinematografico dell'omonimo videogioco; la distribuzione, la produzione e i diritti della pellicola appartengono alla 20th Century Fox.
Nel 2003, i creatori di Hitman, Eidos Interactive e IO Interactive, hanno aperto un negoziato con Hollywood per adattare la famosa serie di videogiochi in una pellicola cinematografica: la 20th Century Fox ha acquistato i diritti e assunto lo sceneggiatore e produttore Louis Per Bruno della società 1.One Way Films, con cui stipula un contratto di produzione, per lo sviluppo del soggetto ambientato dall'autore nell'Europa orientale. Successivamente, ingaggia lo sceneggiatore Skip Woods per la stesura definitiva della trama.
Vin Diesel, primo candidato ufficiale per il ruolo di Agente 47, nel dicembre 2006 si ritira, per motivi non specificati; accetta poi, mesi dopo, la proposta della casa Fox, arrivando a condurre le attività direttive di produttore esecutivo. Nel gennaio 2007 Timothy Olyphant viene scelto dal regista Xavier Gens come protagonista. A marzo dello stesso anno sono resi ufficiali i nomi degli altri attori: Dougray Scott, antagonista dell'Agente 47, e Olga Kurylenko, Robert Knepper e Ulrich Thomsen.
La pellicola è entrata in produzione il 27 marzo 2007; lo stanziamento per la realizzazione è stato di circa 17.000.000 $; l'ambientazione è Sofia, in Bulgaria; le riprese si sono iniziate il 24 aprile 2007 e sono terminate il 17 luglio 2007, per un totale 12 settimane; una seconda troupe ha effettuato altre riprese a Londra, Istanbul, San-Pietroburgo e in varie località del Sudafrica.. La pellicola è stata girata interamente in digitale. La data ufficiale dell'uscita al cinema di Hitman negli Stati Uniti d'America era inizialmente prevista per il 12 ottobre 2007, ma la produzione l'ha in seguito posticipata al 21 novembre 2007.
I fucili di precisione usati dall'agente 47 sono lo Sniper Blaser durante l'attentato a Belikoff, un Walther WA 2000 durante il colloquio con l'Agente Smith, un SVD nella scena della chiesa durante l'attentato al falso Belikoff e un GOL Sniper Magnum nella scena conclusiva. Le doppie spade ricurve sono state inventate per la trasposizione cinematografica. L'agente 47, nei vari videogiochi, ne usa una sola in Hitman: Codename 47, primo capitolo della saga, precisamente nel livello "L'assassinio di Lee Hong"; la spada però era disponibile dopo aver ucciso Lee Hong, al quale apparteneva. Il famoso cavo di fibra appare solo in una scena, la cattura di Yuri, per essere usato allo scopo di spingere l'agente capo dell'FSB giù dalla balconata. Per strangolare, 47 usa una cintura.

## Distribuzione
La pellicola è uscita in prima mondiale negli USA il 21 novembre 2007, esordendo in Italia il 7 dicembre 2007.

## Colonna sonora
È stato distribuito nel 2007 un disco contenente le colonne sonore della pellicola, in coincidenza con l'uscita nelle sale; tutte le canzoni sono state prodotte da Geoff Zanelli.
1. Ave Maria
2. Take out the trash
3. The Belicoff Assassination
4. Roses For Nika
5. Random Complication
6. New Suit
7. Train Station (Bite Your Tongue)
8. Istanbul
9. Table 26
10. Best Laid Plans
11. Undress Me
12. I Need You To Die
13. 47 My Number Is
14. Trust Unto God (Udre's Funeral)
15. Rubber Duckie
16. Righteous Buttkicking
17. Denoument
18. Ave Maria Christina England

## Sequel
Nel giugno 2009 la 20th Century Fox ha annunciato che un seguito sarebbe stato realizzato in futuro con Adrian Askarieh, Daniel Alter e Chuck Gordon nuovamente produttori; per cui ha incaricato Kyle Ward di scrivere la sceneggiatura inserendo al suo interno elementi da Hitman: Absolution. Comunque, Olyphant ha firmato un contratto per la sua partecipazione a un nuovo episodio.
A quasi un anno di distanza dall'annuncio della messa in sviluppo, nel maggio 2010, la Fox ha comunicato che Daniel Benmayor avrebbe sostituito Xavier Gens alla regia, con Daniel Casey incaricato di scrivere una nuova sceneggiatura. L'attore che ha vestito i panni dell'agente 47, Timothy Olyphant, ha smesso i panni del personaggio.

## Incassi
Nonostante il film non abbia ricevuto critiche particolarmente positive, Hitman - L'assassino ha incassato quasi 100 milioni di dollari al botteghino.

## Citazioni
- Alcune delle scene iniziali, che mostrano alcuni momenti dell'infanzia del personaggio, sono in realtà spezzoni della serie televisiva Dark Angel;[14] i protagonisti di entrambe le opere presentano caratteristiche comuni, come ad esempio il codice a barre tatuato dietro la testa.
- Nella scena in cui 47 salta dal balcone dell'albergo e entra in un'altra stanza, i due ragazzi che lo vedono stanno giocando al quarto capitolo, Hitman: Blood Money.
- Nella scena in cui Yuri Markov viene legato in una vasca da bagno, la frase pronunciata dall'agente 47 è un chiaro riferimento alla serie Saw l'enigmista ("vivere o morire, a te la scelta")

## Incongruenze
- Il tatuaggio sul volto di Nika si sposta per errore da una guancia all'altra diverse volte durante le riprese.
- L'auto guidata da 47 è una Audi S5 coupé in un primo momento, quindi lo si vede sfrecciare in una RS4 cabriolet.
- Nella scena in cui 47 e Nika si dirigono in auto verso la stazione che porterà quest'ultima dalla Turchia in Russia, viene visualizzata la scritta "RUSSIAN BORDER - TURKEY", ossia "Confine Russo - Turchia"; in realtà si tratta di un errore, poiché la Turchia non confina con la Russia.
- La scena in cui il presidente russo entra in una cattedrale mostrata come russa è un errore, in quanto tale chiesa è un edificio simbolo di Sofia, capitale della Bulgaria.
- In alcune scene i funzionari dell'FSB si chiamano tra di loro "tovarish", cioè "compagno". Si tratta di un'inesattezza, perché tale appellativo era in uso nel periodo comunista in cui era il KGB a essere operativo. L'FSB sarebbe stato istituito successivamente, come nuovo servizio segreto della Federazione Russa.